# تيلابيري

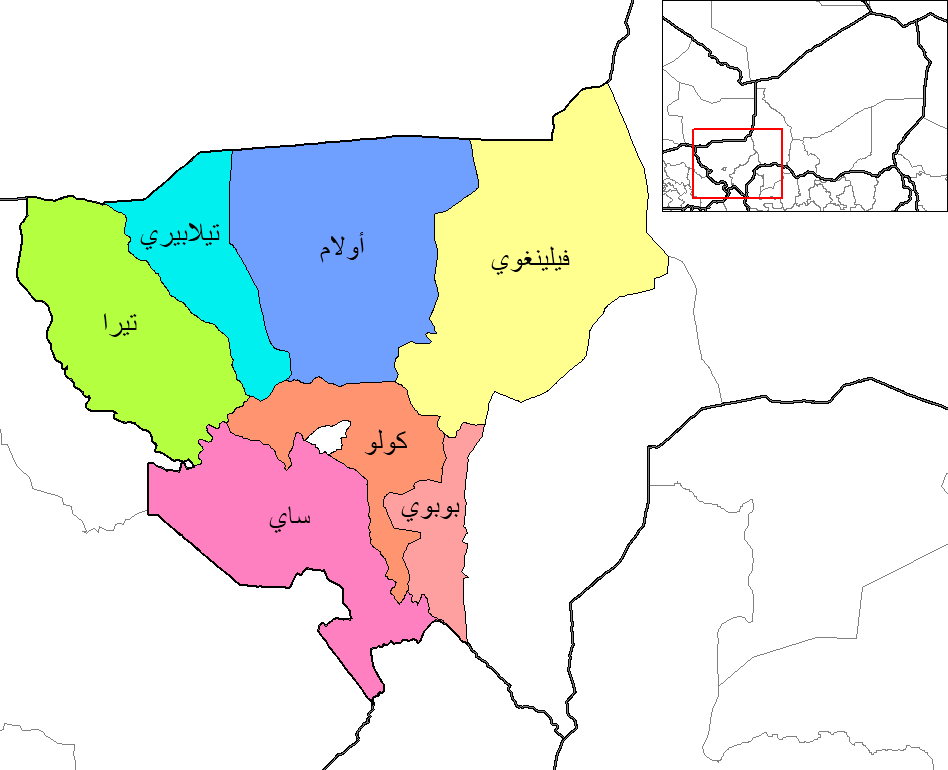
خريطة تقسيمات تيلابيري (باستثناء بوبوي)

منطقة تيلابيري (بالفرنسية: Tillabéri)‏ هي منطقة إدارية في النيجر وعاصمتها مدينة تيلابيري. تم إنشاء منطقة تلابيري في عام 1992، عندما تم تقسيم منطقة نيامي، وتمت تسمية المنطقة خارج نيامي باسم منطقة العاصمة.

## المناخ
يظهر الجدول التالي التغييرات المناخية على مدار السنة لتيلابيري:
| البيانات المناخية لـتيلابيري      | البيانات المناخية لـتيلابيري | البيانات المناخية لـتيلابيري | البيانات المناخية لـتيلابيري | البيانات المناخية لـتيلابيري | البيانات المناخية لـتيلابيري | البيانات المناخية لـتيلابيري | البيانات المناخية لـتيلابيري | البيانات المناخية لـتيلابيري | البيانات المناخية لـتيلابيري | البيانات المناخية لـتيلابيري | البيانات المناخية لـتيلابيري | البيانات المناخية لـتيلابيري | البيانات المناخية لـتيلابيري |
| الشهر                             | يناير                        | فبراير                       | مارس                         | أبريل                        | مايو                         | يونيو                        | يوليو                        | أغسطس                        | سبتمبر                       | أكتوبر                       | نوفمبر                       | ديسمبر                       | المعدل السنوي                |
| --------------------------------- | ---------------------------- | ---------------------------- | ---------------------------- | ---------------------------- | ---------------------------- | ---------------------------- | ---------------------------- | ---------------------------- | ---------------------------- | ---------------------------- | ---------------------------- | ---------------------------- | ---------------------------- |
| متوسط درجة الحرارة الكبرى °م (°ف) | 32.3 (90.1)                  | 35.6 (96.1)                  | 38.9 (102.0)                 | 41.4 (106.5)                 | 41.5 (106.7)                 | 38.8 (101.8)                 | 35.4 (95.7)                  | 33.7 (92.7)                  | 35.6 (96.1)                  | 38.4 (101.1)                 | 36.4 (97.5)                  | 33.0 (91.4)                  | 36.7 (98.1)                  |
| المتوسط اليومي °م (°ف)            | 24.6 (76.3)                  | 27.5 (81.5)                  | 30.9 (87.6)                  | 33.6 (92.5)                  | 34.7 (94.5)                  | 32.7 (90.9)                  | 30.2 (86.4)                  | 28.9 (84.0)                  | 30.1 (86.2)                  | 31.2 (88.2)                  | 28.4 (83.1)                  | 25.3 (77.5)                  | 29.8 (85.7)                  |
| متوسط درجة الحرارة الصغرى °م (°ف) | 17.0 (62.6)                  | 19.4 (66.9)                  | 22.8 (73.0)                  | 25.9 (78.6)                  | 27.9 (82.2)                  | 26.7 (80.1)                  | 24.9 (76.8)                  | 24.1 (75.4)                  | 24.5 (76.1)                  | 23.9 (75.0)                  | 20.4 (68.7)                  | 17.5 (63.5)                  | 22.9 (73.2)                  |
| الهطول مم (إنش)                   | 0.0 (0.0)                    | 0.0 (0.0)                    | 2.3 (0.09)                   | 5.6 (0.22)                   | 16.6 (0.65)                  | 46.8 (1.84)                  | 102.7 (4.04)                 | 143.1 (5.63)                 | 69.9 (2.75)                  | 10.8 (0.43)                  | 0.3 (0.01)                   | 0.1 (0.00)                   | 398.2 (15.66)                |
| ساعات سطوع الشمس الشهرية          | 285.2                        | 260.4                        | 269.7                        | 246.0                        | 272.8                        | 255.0                        | 248.0                        | 235.6                        | 249.0                        | 279.0                        | 279.0                        | 279.0                        | 3٬175٫5                      |
| المصدر: NOAA                      |                              |                              |                              |                              |                              |                              |                              |                              |                              |                              |                              |                              |                              |